# Ludwig Anton Weitmann
Ludwig Anton Weitmann (* 23. August 1904 in Illertissen; † 1979) war ein deutscher Jurist. Zwischen 1949 und 1951 bekleidete er geschäftsführend das Amt des Polizeipräsidenten in München.

## Leben
Der Neffe von Fritz Gerlich promovierte zum Dr. jur. et rer. pol. 1933 konnte er den Nachlass Fritz Gerlichs aus dessen Wohnung retten. 1934 bis 1938 war er als Amtsgerichtsrat tätig. 1938 folgte seine Emigration in die Schweiz, Frankreich und England. Der bei der Stadtpolizei München als Vizepräsident tätige Jurist verlangte 1947 in einem vertraulichen Schreiben an die Militärregierung „freieren Schußwaffengebrauch“ bei jüdischer „Bestialität“ und eine „endgültige Säuberung des Aufruhrortes“ in der Münchner Möhlstraße – dort war es zuvor zu Protesten gekommen, nachdem die Süddeutsche Zeitung einen antisemitischen Leserbrief veröffentlicht hatte.  Vom 12. Dezember 1949 bis 1. Januar 1951 war Weitmann geschäftsführend Polizeipräsident für den wegen seiner Verwicklung in den sogenannten Goldschieberprozess suspendierten Franz Xaver Pitzer. Auch Weitmann geriet wegen Devisenvergehen in die Schlagzeilen.